# Liclaucana
Liclaucana (Lekuakuana, Lekilakuana) ist eine osttimoresische Aldeia im Suco Fatubossa (Verwaltungsamt Aileu, Gemeinde Aileu). 2015 lebten in der Aldeia 230 Menschen.

## Geographie
Liclaucana liegt im Südosten des Sucos Fatubossa. Nordwestlich befindet sich die Aldeia Fatubossa und westlich die Aldeias Coulau und Hoholete. Im Osten grenzt Liclaucana an den Suco Lahae und im Süden an die Gemeinde Ainaro mit ihrem Suco Maubisse (Verwaltungsamt Maubisse). Zwei Nebenflüsse des Flusses Daisoli passieren Liclaucana. Einer folgt der Grenze zu Hoholete, der zweite fließt direkt durch Liclaucana. Die Flüsse gehören zum System des Nördlichen Laclos.
Das Zentrum des Ortes Liclaucana liegt auf einer Meereshöhe von 1740 m. Der Ort dehnt sich dann weiter nach Süden aus, wobei sich die Gebäude in kleinen Gruppen oder alleinstehend weiträumig verteilen.

## Politik
2023 wurde Afonso Marques Quihi zum Chefe de Aldeia gewählt.